# مراسم افتتاحیه جام جهانی ۲۰۱۸

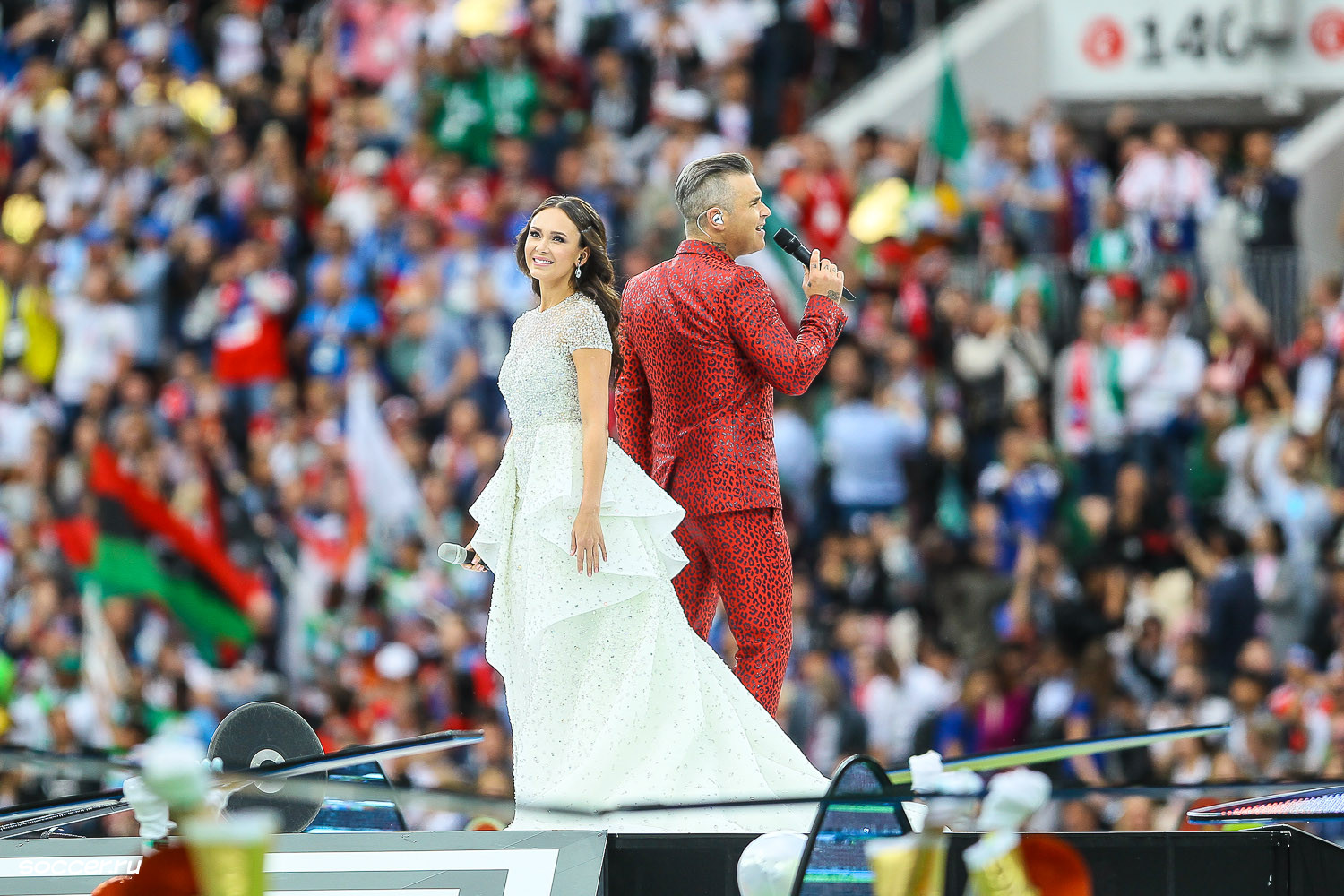
خواننده سوپرانوی آیدا گریفولینا و خواننده پاپ رابی ویلیامز در حال اجرای ترانه “فرشتگان” در مراسم افتتاحیه

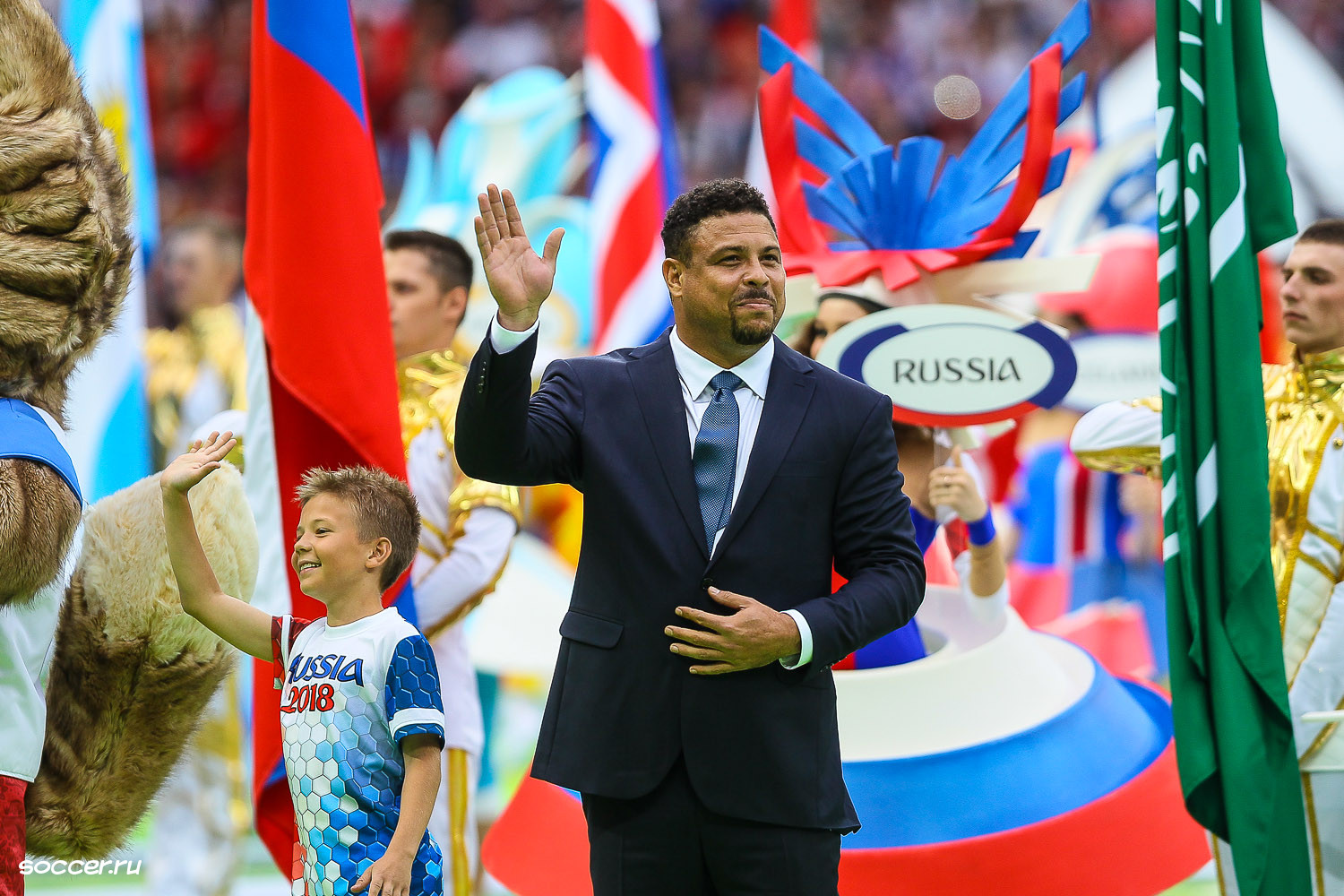
رونالدو برزیلی

مراسم افتتاحیه جام جهانی فوتبال ۲۰۱۸ پنجشنبه، ۱۴ ژوئن ۲۰۱۸، در ورزشگاه لوژنیکی در مسکو، روسیه حدود نیم ساعت قبل از بازی افتتاحیه بین روسیه و عربستان سعودی برگزار شد.